# シネンセチン
シネンセチン (sinensetin) は、O-メチル化フラボンである。クミスクチン（Orthosiphon aristatus; シノニム: O. stamineus）やオレンジオイルの中に見られる。